# Chantal Schröder
Chantal Schröder  (* 2000 in Quickborn, Schleswig-Holstein) ist eine deutsche Kickboxerin und mehrfache Weltmeisterin. Bereits im Alter von 13 Jahren hatte sie sechs WM-Titel.

## Leben
Schröders erster Titel gelang ihr mit sieben Jahren, als sie bei der Norddeutschen Kung-Fu-Meisterschaft den ersten Platz in der Sparte der Kinder unter 14 Jahren holte.
2009 nahm sie erstmals bei einer Weltmeisterschaft teil. Damals holte sie in Sydney, Australien direkt ihren ersten Weltmeistertitel im „Kickboxen/Pointfighting“ und im „Kung Fu-Soft Style“. 2012 erkämpfte sie sich bei der Weltmeisterschaft der WKA in Karlsruhe und bei der Weltmeisterschaft der  WKC erneut jeweils den Titel. Durch den Sieg bei sämtlichen WAKO-Turnieren wurde sie zu einer weiteren Meisterschaft nach Bratislava, Slowakei, berufen, wo sie ebenfalls den Titel gewann.
2013 gewann Schröder als erste deutsche Teilnehmerin die Irisch Open.  Sie setzte sich gegen 3500 Teilnehmer und Teilnehmerinnen durch. Schröder bei der von der WKC ausgetragenen Weltmeisterschaft l in Taranto in Italien ihren sechsten Weltmeistertitel.
2016 wurde Schröder in das seinerzeit neugegründete „Top-Ten-Germany-Team“ der Junioren berufen. Es besteht aus je 5 Mädchen und Jungen. Gleichzeitig wurde sie Bundestrainer-Assistentin für den Bereich „Pointfighting“ des Verbandes „WKC“. 2018 wurde Schröder als beste Pointfighterin in den internationalen Hall of Fame der TDK aufgenommen.
2017 holte sie sich einen weiteren Titel in Hagen, in dem sie beim Turnier des WMFC gewann.
Schröder arbeitet als Medizinische Masseurin im Neurologischen Zentrum in Bad Segeberg.

## Privates
Schröders vier Jahre ältere Schwester Jacqueline ist ebenfalls Kickboxerin und konnte gleichfalls diverse Titel gewinnen.